# Rita Hayworth
Rita Hayworth (kot Margarita Carmen Cansino), ameriška filmski igralka, * 17. oktober 1918, † 14. maj 1987.

## Filmografija
- Cruz Diablo (1934)
- Dante's Inferno (1935)
- Under the Pampas Moon (1935)
- Charlie Chan in Egypt (1935)
- Paddy O'Day (1935)
- Human Cargo (1936)
- Meet Nero Wolfe (1936)
- Rebellion (1936)
- Old Louisiana (1937)
- Hit the Saddle (1937)
- Trouble in Texas (1937)
- Criminals of the Air (1937)
- Girls Can Play (1937)
- The Game That Kills (1937)
- Paid to Dance (1937)
- The Shadow (1937)
- Who Killed Gail Preston? (1938)
- Special Inspector (1938)
- There's Always a Woman (1938)
- Convicted (1938)
- Juvenile Court (1938)
- The Renegade Ranger (1938)
- Homicide Bureau (1939)
- The Lone Wolf Spy Hunt (1939)
- Only Angels Have Wings (1939)
- Music in My Heart (1940)
- Blondie on a Budget (1940)
- Susan and God (1940)
- The Lady in Question (1940)
- Angels Over Broadway (1940)
- The Strawberry Blonde (1941)
- Affectionately Yours (1941)
- Blood and Sand (1941)
- You'll Never Get Rich (1941)
- Tales of Manhattan (1942)
- My Gal Sal (1942)
- You Were Never Lovelier (1942)
- Cover Girl (1944)
- Tonight and Every Night (1945)
- Gilda (1946)
- Down to Earth (1947)
- The Lady from Shanghai (1947)
- The Loves of Carmen (1948)
- Affair in Trinidad (1952)
- Salome (1953)
- Miss Sadie Thompson (1953)
- Fire Down Below (1957)
- Pal Joey (1957)
- Separate Tables (1958)
- They Came to Cordura (1959)
- The Story on Page One (1959)
- The Happy Thieves (1962)
- Circus World (1964)
- The Money Trap (1965)
- The Poppy Is Also a Flower (1966)
- L'Avventuriero (1967)
- I Bastardi (1968)
- Road to Salina (1970)
- The Naked Zoo (1971)
- The Wrath of God  (1972)